# Gigantes del Sur
Gigantes del Sur es un equipo de vóley de la ciudad de Neuquén, Argentina. Fundado en noviembre del año 2003, disputa de manera regular la Liga A1 de Voleibol. En la temporada 2006-07 logró su mejor resultado hasta la fecha, al ser subcampeón. Ha jugado de local en el Estadio Ruca Che, el Gimnasio Parque Central y en Picún Leufú.[cita requerida] En octubre de 2020 y condicionado por el contexto económico que existía en el país, el equipo se dio de baja de la máxima división tras 15 años en la misma.

## Historia

### Creación, Serie A2 y ascenso
El equipo surge en gran parte como resultado del mundial 2002 organizado en Argentina. En ese mismo año, la provincia de Neuquén inicia un programa llamado «Plan de Desarrollo del voleibol Provincial». Este plan da como resultado un equipo que se crea en noviembre de 2003 [cita requerida] y comienza a participar en torneos nacionales ese mismo año.
La Liga A2 2003-2004 estuvo organizada por FeVA y contó con ocho equipos en su fase final, entre ellos, Boca Juniors y Independiente de Dolores, equipos que llegaron a las semifinales, el segundo, eliminado por Gigantes, y San Lorenzo de Buenos Aires, equipo que enfrentó a los "dinos" en la gran final. Los dos primeros partidos se jugaron en el Estadio Ruca Che, donde los locales ganaron el primero, pero tras perder el segundo, viajaron en desventaja y, finalmente, el elenco porteño logró el ascenso tras ganar los dos partidos como local. Tras terminar subcampeón, tuvo la chance del ascenso enfrentando en un repechaje a un equipo de la Liga A1, el cual resultó ser Obras San Juan, equipo que ganó la serie y se mantuvo en la categoría.
Tras ser subcampeón, Gigantes afronta su segunda temporada, la 2004-2005, en la A2 como favorito a lograr el ascenso. El equipo se refuerza con Diego Spinelli, Dick Montalbán, Juan Pablo Hatrick, Leonardo Figueiredo, Javier Sánchez y Javier Dantas. Los "dinos" terminaron segundos en la fase regular, tras Boca Juniors, y así tuvo ventaja en la mayoría de los cruces de play-offs. En semifinales, el equipo se enfrentó a Instituto Carlos Pellegrini, de Tucumán, y en la final a Boca Juniors. Por las posiciones en la fase regular, el equipo tuvo desventaja en los enfrentamientos y es por ello que definió como visitante, y tras ganar en La Bombonerita el cuarto partido, logra el ascenso a la Liga A1.

El mayor mérito es la continuidad que tuvo el proyecto, fundamentalmente por la determinación de los dirigentes para sostenerlo cuando incluso estuvo a punto de desaparecer. Un proyecto que se hizo fuerte porque la gente lo entendió. Gigantes es un orgullo para la provincia y no solo un equipo de vóley.
Javier Sánchez, central del equipo que ascendió.

Del plantel del ascenso formaban parte Juan Pablo Hatrick, Diego Spinelli, Matías Macor, Martín Furesi, Javier Dantas, Román Aguilar, Leonardo Figueiredo, Dick Montalbán, Sebastián Ruiz, Ignacio Maffei, Alexandro Moreno, Emanuel Espinosa, Francisco Sánchez, Sebastián Espiño, Marcos Galdón y Matías Properzi. El director técnico fue Alejandro Grossi, el asistente Ariel Giménez y el preparador físico Mariano Dellavalle.

### Serie A1, máxima división
La primera temporada de los "dinos" en la máxima división nacional fue la temporada 2005-2006, con un equipo conformado por en parte por jugadores locales de la Asociación Deportiva Centenario, reforzados por jugadores como Joelson Barbosa, Matías Macor, Alejandro Grossi y el repatriado Camilo Soto, quienes se sumaron a otros como Javier Dantas. El entrenador continuó siendo Alejandro Grossi.
La temporada comenzó con la Copa ACLAV 2005, donde Gigantes recibió en el Ruca Che a Club de Amigos y a Orígenes Bolívar. En su primer partido en la máxima división perdió en cinco sets ante Club de Amigos. Durante la siguiente semana se enfrentó a Alianza de Jesús María y al Club Social Morteros, y en la última semana antes de los play-offs jugó contra Vélez Sarsfield y Misiones Vóley. Gigantes cerró la fase regular con tres victorias y tres derrotas, y emparejado con Social Morteros en la siguiente fase, la cual se jugó íntegramente en Rosario. Tras superar al equipo cordobés 3 a 0, quedó eliminado por Misiones Vóley en el norte argentino 3 a 1 y así terminó su primera participación en la Copa ACLAV. Más tarde, en la temporada regular de la liga, Gigantes logró diez victorias y doce derrotas, lo cual lo ubicaron noveno, salvado del descenso pero sin poder acceder a los play-offs.

### Subcampeonato y participación internacional
La segunda temporada del equipo en la máxima división fue mejor que la anterior, el equipo terminó segundo en la fase regular de la liga con diecisiete victorias y cinco derrotas, lo cual le dio ventaja de localía en todas las llaves exceptuando que enfrentase al primero, DirecTV Bolívar, que terminó en lo más alto siendo invicto. Tras superar, primero a La Unión de Formosa y más tarde a Boca Juniors, ambos en cuatro partidos, se enfrentó en la final al invicto DirecTV Bolívar, que acarreaba hasta el primer partido, veintiocho partidos sin derrotas. En la final se dio la lógica y el equipo de la provincia de Buenos Aires venció en cuatro juegos al elenco patagónico.
Este subcampeonato clasificó al equipo para la disputa de la Copa Mercosur de 2007, evento que se realizó en octubre de 2007 en Puerto Iguazú, Misiones, y donde también estuvo DirecTV Bolívar. El equipo patagónico integró la zona B junto con La Unión de Formosa y los equipos brasileros Caxias do Sul y Barao Blumenau. Tras ganar el grupo y la correspondiente semifinal, se vio las caras con DirecTV Bolívar en una final, donde nuevamente Gigantes fue segundo.

### Temporadas de transición
En su tercer temporada en la máxima división, Gigantes arrancó como uno de los principales candidatos para destronar a DirecTV Bolívar, manteniendo la base del equipo con Martín Hernández, Leo Patti, Camilo Soto, Javier Sánchez como destacados. Durante la temporada regular logró diecisiete victorias y cinco derrotas, que lo ubicaron tercero de la tabla. Tras superar a Belgrano de Córdoba en cinco partidos por los cuartos de final, quedó eliminado por Chubut Volley en semifinales jugando como local en el Gimnasio Parque Central, en Neuquén.
La temporada 2008-2009 comenzó con la Copa ACLAV como de costumbre, y los "dinos" estuvieron en un grupo compartido con UPCN San Juan Vóley, Obras de San Juan y Mendoza Voley. Tras superar la fase de grupos, Gigantes se emparejó con La Unión de Formosa en semifinales. Luego de ganar al equipo formoseño en tres sets, perdió la final ante Drean Bolívar, equipo que hasta esa fecha ya le había ganado en dos finales anteriormente.
La base del equipo era la misma desde hace 3 temporadas, con Camilo Soto en el armado, Martín Hernández como opuesto, Matias Macor y Javier "mono" Sánchez como centrales, y el capitán y emblema del equipo Leonardo Patti como receptor punta. Gonzalo Campaña (líbero) y Rodrigo Villalba (punta-receptor) que completaban el sexteto titular, emigraron y en su lugar llegaron Sebastián Garrocq y Estevan Cabrera Aranda. Completaban el plantel Valentín Rolandelli, Emmanuel Espinoza, Mauro Velazques, Javier Santos, Javier Dantas y Héctor "tito" Vergara. El técnico seguía siendo Alejandro Grossi.
Para esta edición de la liga, el equipo cambió su localía a Picún Leufú, al estadio "Jorge Águila". La temporada regular comenzó con un enfrentamiento ante Chubut Volley algo que ya se convertía en un clásico patagónico. Además, el equipo con base en Trelew venía de ser subcampeón en la liga pasada, mientras que los dinos eran subcampeones de la Copa ACLAV. Tras la victoria como visitante, el equipo cayó con Drean Bolívar y posteriormente con La Unión de Formosa, para luego encauzar tres victorias consecutivas y una posterior derrota, marcando la irregularidad del equipo. Pese a ello, terminó cuarto de la fase regular con catorce victorias y seis derrotas, y emparejado en play-offs con Chubut Volley, en una reedición del clásico. Chubut contaba con jugadores experimentados, como Jeronimo Bidegain, Nico López, Francisco Russo y Pinha. Los dos partidos iniciales se jugaron en Picún Leufú, en directo para todo el país, siendo la primera derrota para los neuquinos por 3-2, y victoria en el segundo partido, por idéntico resultado. En Chubut también empataron 1-1 (una victoria por bando) y el quinto partido se disputó en Picún, siendo favorable a Gigantes, nuevamente por 3-2. Tras superar al equipo chubutense en cinco partidos, cayó con Drean Bolívar, equipo que más tarde sería campeón, en semifinales y tras cuatro encuentros.
La temporada 2009-2010 arrancó con dudas sobre la participación del equipo en la misma. Tras disipados los mismos también se confirmó la continuidad de la localía en Picún Leufú. La temporada arrancó con la Copa ACLAV 2009, donde Gigantes compartió zona con Drean Bolívar, SOS Villa María Vóley y Instituto Carlos Pellegrini, y ganó dos de tres encuentros, cayendo ante el equipo bolivariense y quedando eliminado del torneo. Luego disputó la temporada regular de la liga y tras la primera ronda el equipo terminó séptimo y accedió al otro torneo de temporada, el Super 8, donde compartió un grupo en el Estadio Aldo Cantoni con el local UPCN Vóley, La Unión de Formosa y Chubut Volley. Gigantes no ganó un partido en ese grupo y quedó eliminado. Tras terminada la fase regular de la liga, Gigantes quedó en la cuarta colocación y disputó una serie al mejor de cinco, con ventaja de cancha, ante SOS Villa María Vóley. Gigantes ganó el primero 3 a 0 pero perdió el segundo 2 a 3 y viajó a Córdoba donde cayó en el tercer partido 1 a 3 y ganó en el cuarto 3 a 2 llevando la serie nuevamente a Neuquén donde la definió al ganar 3 a 2 y clasificó a semifinales. En semis se emparejó con Drean Bolívar que ganó la serie 3 a 0 al vencer como local 3-1 y 3-0 y como visitante 3-1 y así el dino quedó eliminado.
En la temporada 2010-2011 el equipo se armó para mantener la divisional con su capitán, Camilo Soto, como estandarte, Javier Dantas como referente dentro y fuera de la cancha y varios jugadores jóvenes neuquinos entre los que se destacó la presencia de Franco Retamozo, figura de las selecciones menores de la provincia del Neuquén, con pasado en River Plate de Buenos Aires. El plantel estaba integrado por mayoría de jóvenes jugadores nacidos en el seno del proyecto Neuquén Voley. Este objetivo se cumplió, aunque Gigantes no clasificó a los playoffs. Con 6 victorias y 16 derrotas, terminó noveno, con una exigua diferencia de apenas cuatro puntos sobre los puestos de descenso.
En la temporada 2011-2012 el equipo tuvo el mismo objetivo, evitar el descenso. Con la misma cantidad de victorias que en la temporada anterior, Gigantes terminó décimo, con solo un punto de ventaja sobre Lechuzas de Villa María, que jugó por la permanencia. En la siguiente temporada se suspendieron los descensos, y el equipo volvió a disputar una serie de playoff. Terminó la fase regular como el último clasificado, en el octavo puesto, con 9 victorias y 18 derrotas. Por lo tanto, debió enfrentar al líder, Buenos Aires Unidos, por los cuartos de final. Se dio el resultado previsible, con el equipo naranja ganando los tres partidos por 3-0, 3-1 y 3-1.
La temporada 2012-2013 del equipo arrancó con la disputa de la Copa ACLAV 2012 donde integró una zona en el Estadio Once Unidos junto con el local, Buenos Aires Unidos y con Boca Río Uruguay Seguros. Tras perder ante ambos contrincantes quedó eliminado del torneo. En la liga regular disputó 27 encuentros y con 9 victorias quedó octavo, emparejado en cuartos de final con Buenos Aires Unidos, que lo eliminó del torneo en tres partidos.
La Liga de 2013-2014 tuvo al equipo nuevamente en los puestos de abajo, clasificando último a los play-offs, enfrentando al primero de la temporada y siendo eliminado en tres partidos. En la siguiente temporada el equipo tuvo una mejoría, ubicándose sexto pero sin pasar los cuartos de final.
El equipo comienza la temporada 2015-2016, décima del dino en primera, disputando la Copa ACLAV, donde queda eliminado en la primera fase, fase de grupos, ante Obras de San Juan y UPCN Vóley en un triangular jugado en el estadio de esos equipos. Más tarde, en la temporada regular, tras haber disputado contra los otros rivales al menos un partido, dentro de la zona de clasificación a un torneo no regular. Tras derrotar a Pilar Vóley y a La Unión de Formosa se proclamó campeón.
Más tarde en la temporada, tras quedar fuera de la disputa por el título en cuartos de final ante Personal Bolívar, disputó la Copa Argentina. Entró a la copa en segunda fase, donde fue local de un triangular junto con Ciudad Vóley y Alianza Jesús María. Fue primero del grupo al ganar los dos encuentros y clasificó a la final ante UNTreF Vóley, equipo que en la temporada regular había quedado por debajo del dino, y por ello la copa se definió en el Ruca Che. El 26 de marzo se disputó la final, que llegó hasta el quinto set, y donde el equipo visitante se proclamó campeón.
La temporada 2016-2017 arrancó con la Copa ACLAV 2016, evento en el cual compartió zona con UPCN San Juan Vóley y con Obras UDAP Vóley en el estadio de ambos, el Estadio Aldo Cantoni. Tras ganarle a UPCN 3 a 0, perdió 1 a 3 con Obras y quedó eliminado. En la temporada regular y al cabo de la primera rueda, clasificó a la Copa Desafío, que se jugó en el Aldo Cantoni nuevamente y donde perdió en el primer partido 3 a 1 y quedó eliminado a manos de Alianza Jesús María. Tras la fase regular el equipo quedó quinto y fue emparejado en cuartos de final con Lomas Vóley, que lo venció en los tres primeros partidos y lo eliminó tempranamente del torneo. Fue 1 a 3 y 0 a 3 en Lomas de Zamora y como local perdió 1 a 3 para así quedar relegado a la Copa Argentina nuevamente. En el último torneo de la temporada organizó un triangular de semifinales, el cual ganó al derrotar a River Plate y a Deportivo Morón 3 a 1 en ambos partidos y así acceder a la final por segundo año consecutivo. En el partido definitorio recibió en el Estadio Ruca Che a Obras UDAP, que le ganó 3 a 0 y dejó al dino como subcampeón nuevamente.
La temporada 2017-2018 arrancó con la Copa ACLAV 2017, donde integró zona con Personal Bolívar y con PSM Vóley en el estadio del primero, el Estadio República de Venezuela, en San Carlos de Bolívar. Tras caer ante el local y derrotar al otro equipo, Gigantes quedó eliminado. En la temporada regular, al cabo de la primera parte de la misma, accedió al Torneo Presudamericano donde se enfrentó en el Estadio Aldo Cantoni con el vigente subcampeón, UPCN San Juan Vóley, el cual le ganó el partido 3 a 2 y lo relegó al encuentro por el tercer puesto, ante Ciudad Vóley, que también lo derrotó (3 a 0) y quedó fuera del podio. Tras la temporada regular, el dino quedó quinto y fue emparejado con Ciudad Vóley, equipo que lo eliminó en tres partidos (0 a 3 y 1 a 3 en Morón y 0 a 3 como local) y así, Gigantes disputó la Copa Argentina por tercera temporada consecutiva. En dicho torneo organizó un triangular de semifinales con Monteros Vóley Club y con River Plate y tras derrotarlos recibió a Obras de San Juan en la final, reeditando el encuentro de la pasada temporada. Nuevamente Obras ganó y Gigantes fue subcampeón por tercer año consecutivo.

### Actualidad: baja del torneo
En octubre del 2020 y tras la salida del entrenador y máximo referente Camilo Soto del equipo, sumado al contexto económico que existía en el país, el ministro de deportes del gobierno neuquino informó la baja del club del torneo nacional.

Con mucho dolor hemos tomado la determinación en cuanto la participación de Gigantes del Sur, y después de haberlo trabajado con los referentes del equipo, cuerpo técnico, empresas y ante la incertidumbre a esta altura del año en el que estamos, anunciamos la no participación en esta temporada.
Aprovecharemos para reestrucurar el proyecto de Gigantes, con la participación de la Federación y el aporte de Camilo y su equipo. También servirá este parate para honrar las deudas que aún restan saldar desde la temporada anterior.
Ratificamos que Gigantes seguirá jugando el año venidero en la ACLAV, pero la realidad indica que la situación sanitaria esta por encima de lo deportivo.
Luis Sánchez, ministro del gobierno neuquino.

## Instalaciones

### Estadio Ruca Che

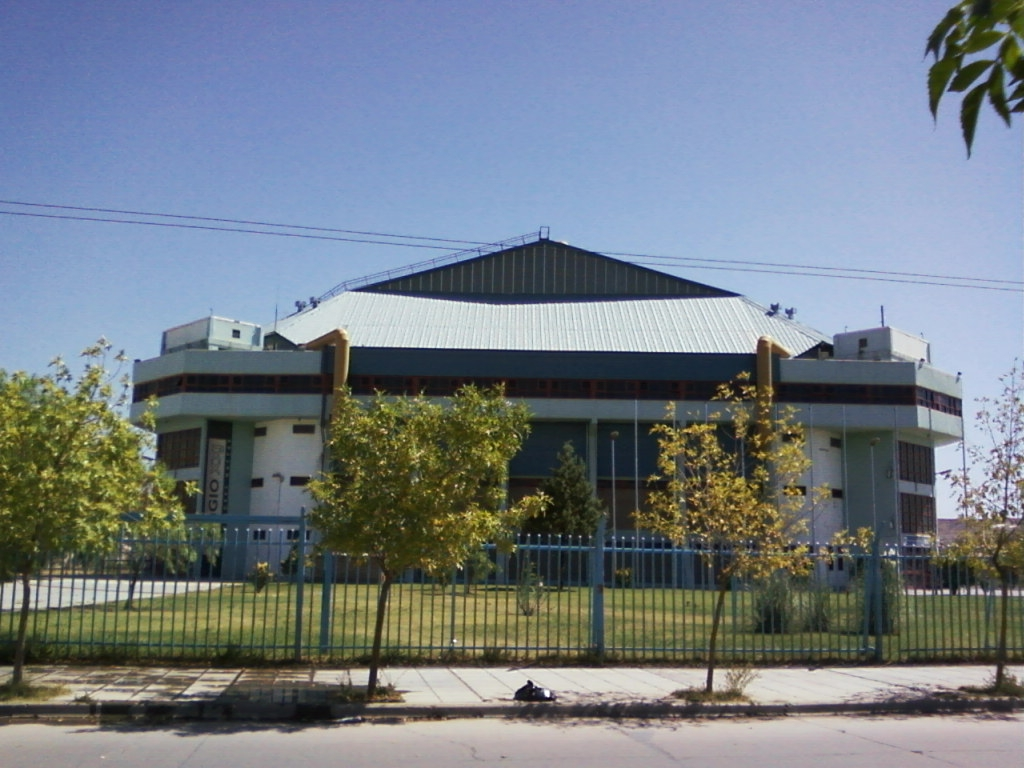
Estadio Ruca Che

El equipo ha utilizado a lo largo de sus campañas en la Liga A1 varias veces el Estadio Ruca Che. Entre los principales partidos jugados, destaca la final de la Liga A1 2006-07, donde Gigantes fue subcampeón.

## Datos del equipo
En torneos nacionales
- Temporadas en primera división: 12 (2005-06 - actualidad)
  - Mejor puesto en la liga: subcampeón[14] (2006-07)
  - Peor puesto en la liga: 10.º (2011-12)
- Temporadas en segunda división: 2 (2003-04 y 2004-05)
  - Mejor puesto en la liga: Campeón (2004-05)
  - Peor puesto en la liga: Subcampeón (2003-04)
- Participaciones en Copa ACLAV: todas  (2005-06 - actualidad)
  - Mejor puesto: subcampeón (2008)

En torneos internacionales
- Copar Mercosur: 1 (2007)
  - Mejor puesto: subcampeón[17]

## Jugadores
Integrantes del equipo en la A2
- Martín Furesi
- Matías Macor
- Javier Dantas
- Diego Spinelli, capitán del ascenso.

Equipo subcampeón 2006-07
- Camilo Soto
- Enrique Laneri Nievas
- Javier Soldi
- Martín Hernández
- Leonardo Patti
- Javier Sánchez (líbero)
- Gonzalo Campaña
- Martín Mohr
- Juan Pablo Hatrick
- Matías Macor

## Entrenadores
- 2003-07:  Alejandro Grossi.
- Actualidad:  Camilo Soto.

## Palmarés
Campeón Liga A2 2004-05.